# 1962 Динан
1962 Динан (енгл. 1962 Dunant) је астероид главног астероидног појаса са средњом удаљеношћу од Сунца која износи 3,190 астрономских јединица (АЈ).
Апсолутна магнитуда астероида је 11,9.